# Kasztó
Kasztó (románul: Căstău, németül: Kastendorf) falu Romániában, Erdélyben, Fehér megyében.

## Nevének eredete
Neve a Kiss Lajos által ismertetett magyarázat szerint a német Kast 'tölgy' és Au 'berek' szavak összetételéből való. Először 1332-ben Keztev és Koztov, 1334-ben Kaztonia, 1335-ben Kozcov, 1488-ban Kosta, 1587-ben Kaztho néven említették.

## Fekvése
Dévától 28 km-re keletre, Szászvárostól 5 km-re délre, a Sibisel-patak partján fekszik.

## Népessége
- 1785-ben a vármegye 135, a főesperesség 150 ortodox családot számlált össze benne. Öt évvel később a görögkatolikusok összeírása 36 lelket talált.
- 1910-ben 1019 lakosából 1005 volt román és 11 magyar anyanyelvű; 983 ortodox és 26 görögkatolikus vallású.
- 2002-ben 1188 lakosából 1184 vallotta magát román nemzetiségűnek; 836 ortodox és 329 pünkösdi vallásúnak.

## Története
Szászvárosszéki falu volt. Szász lakossággal települt. Egy 1334-ből fennmaradt oklevélből kiderül, hogy ekkor 64 ház volt a faluban, köztük a geréb, a pap és a tanító lakása. A 15. század török pusztításait átvészelte, mert 1488-ban még 49 szász családfőt, két szegényt, egy molnárt és egy papot írtak össze benne. 1539-ig lakossága kicserélődött, ekkor ugyanis már román falu volt 47 gazdával, 12 szegénnyel és egy pópával. Tizedét Barcsay Ákos a szászvárosi káptalan magyar és szász lelkészének rendelte. 1876-ban Hunyad vármegyéhez csatolták.